# Leptoneta patrizii
Leptoneta patrizii är en spindelart som beskrevs av Roewer 1953. Leptoneta patrizii ingår i släktet Leptoneta och familjen Leptonetidae. Inga underarter finns listade i Catalogue of Life.